# 恩斯特·特勒爾奇
恩斯特·特勒爾奇（德語： 1865年2月17日—1923年2月1日）德国自由派新教神学家，宗教哲学和历史哲学作家，古典自由主义政治家，宗教史学派成员。他的作品集合了阿尔布雷赫特·立敕尔、马克思·韦伯和新康德主义。